# La Peñuela, Guanajuato
La Peñuela är en ort i Mexiko.   Den ligger i kommunen Abasolo och delstaten Guanajuato, i den centrala delen av landet, 280 km nordväst om huvudstaden Mexico City. La Peñuela ligger 1 700 meter över havet och antalet invånare är 210.
Terrängen runt La Peñuela är platt åt sydväst, men åt nordost är den kuperad. Runt La Peñuela är det tätbefolkat, med 369 invånare per kvadratkilometer. Närmaste större samhälle är Cuerámaro, 13,1 km väster om La Peñuela. Trakten runt La Peñuela består till största delen av jordbruksmark.